# 耳隠し
耳隠し（みみかくし）は大正時代の女性に大流行した髪形で束髪の一種。
1919年（大正8年）ごろ登場し、1921年（大正10年）には当時の最先端であるパーマネントを導入した大正女性の憧れの髪型であったが、現代ではあまり結われない。
前髪を七・三に分けてサイドに流し、熱したコテを上下交互に髪に挟んで大きなウェーブをつける。サイドの髪を耳を隠すようにゆったりと後ろでまとめて、ごく低い位置にシニヨン（髷）を作って完成する。もっと時期が下ると、外国映画の流行で黒い髪をオキシフルで脱色、赤茶色にすることが流行した。